# That Green Gentleman (Things Have Changed)
"That Green Gentleman (Things Have Changed)" is de tweede fysieke single van het albumPretty. Odd.., Panic at the Disco's tweede album. Dit hebben ze op 10 februari bekendgemaakt tijdens een interview met MTV. Dit is het tweede nummer dat de band heeft geschreven nadat ze besloten hadden om een groot gedeelte van hun album te schrappen.

## Videoclip
De videoclip begint met een jongere versie van gitarist Ryan Ross, die een matroesjka opent. Hieruit verschijnen de bandleden. Deze springen van een bureau af en komen in een veld terecht. Daarna zien we bandleden spelen in een boot en rond een boom (vergelijkbaar met de videoclip van "Strawberry Fields Forever" van de The Beatles). Op een gegeven moment veranderen de bandleden in matroesjka's en komen de jongere zelfs daaruit. Later komt er een grote matroesjka tevoorschijn en daaruit komen de bandleden als oudere eruit.